# 1. Luftverteidigungsdivision (NVA)
Die 1. Luftverteidigungsdivision (1. LVD) war ein Großverband der Luftstreitkräfte der Nationalen Volksarmee der DDR und dem Kommando LSK/LV (Luftstreitkräfte/Luftverteidigung) direkt unterstellt.

## Auftrag
Der Auftrag der 1. LVD leitete sich vom Gesamtauftrag der Luftstreitkräfte der NVA ab und bestand in der „Sicherung des südlichen Luftraums der DDR“.

## Geschichte
Grundlagen der Aufstellung der ersten fliegenden Einheiten und Einrichtung sowie die Ausbildung des Personalbestands und die Einnahme der Zielstrukturen waren die Befehle 16/52 und 18/52 des Chefs der VP-Luft vom 13. August 1952. Die bereits bestehenden Einheiten der Aeroklubs der Kasernierten Volkspolizei wurden einbezogen.
Ab 1. Juli 1956 erhielt der Großverband die Bezeichnung 1. Fliegerdivision, danach 1. Jagdfliegerdivision und Anfang Dezember 1961 die endgültige Namensgebung 1. LVD.
Stab und Divisionskommando waren bis zu deren Auflösung im Kasernenbereich des Flugplatzes Cottbus untergebracht. Vorläuferorganisation des Divisionskommandos war die KVP-Dienststelle Cottbus. Der Divisions-Gefechtsstand 31 (GS-31) befand sich in Kolkwitz, unweit von Cottbus.
Mit der Außerdienststellung der NVA im Jahre 1990 wurde das Divisionskommando aufgelöst.

## Kommandeure 1. LVD
| Dienstgrad, Name               | Dienstzeit | Bemerkung                    |
| ------------------------------ | ---------- | ---------------------------- |
| VP-Oberrat Paul Wilpert        | 1950–1952  | noch Volkspolizei Luft       |
| Oberstleutnant Leander Ratz    | 1953–1958  | noch Verwaltung Aeroklub LSK |
| Oberstleutnant Günther Schmidt | 1958–1959  | noch Verwaltung LSK          |
| Major Kurt Rappmann            | 1960–1965  |                              |
| Oberst Günther Schmidt         | 1965–1976  | ab 1968 Generalmajor         |
| Oberst Herbert Bohne           | 1976–1982  | ab 1978 Generalmajor         |
| Oberst Alois Zieris            | 1983–1988  | ab 1986 Generalmajor         |
| Oberst Gerhard Reuschel        | 1988–1990  | ab 1989 Generalmajor         |

## Unterstellte Verbände Truppenteile
Der 1. LVD waren die nachstehende Truppenteile, Einheiten und Einrichtungen direkt unterstellt.
- Gefechtsstand 31 (GS-31) 1. LVD in Kolkwitz
- Jagdfliegergeschwader 1 (JG-1) „Fritz Schmenkel“, Cottbus (bis 1982), Holzdorf
  - Fliegertechnisches Bataillon 1 (FTB-1) „Willi Budich“, Holzdorf
  - Nachrichten- und Flugsicherungsbataillon 1 (NFB-1), Holzdorf
- Jagdfliegergeschwader 3 (JG-3) „Wladimir Komarow“, Preschen
  - Fliegertechnisches Bataillon 3 (FTB-3) „Walter Stoecker“, Preschen
  - Nachrichten- und Flugsicherungsbataillon 3 (NFB-3), Preschen
- Jagdfliegergeschwader 7 (JG-7) „Wilhelm Pieck“, Drewitz (1989 aufgelöst)
  - Fliegertechnisches Bataillon 7 (FTB-7), Drewitz
  - Nachrichten- und Flugsicherungsbataillon 7 (NFB-7), Drewitz
- Jagdfliegergeschwader 8 (JG-8) „Hermann Matern“, Preschen (bis 1960), Marxwalde
  - Fliegertechnisches Bataillon 8 (FTB-8), Marxwalde
  - Nachrichten- und Flugsicherungsbataillon 8 (NFB-8), Marxwalde
  - Treib- und Schmierstofflager (TSL), Trebnitz
- 41. Fla-Raketenbrigade (41. FRBr) „Hermann Duncker“, Ladeburg
  - Fla-Raketenabteilungsgruppe 411 (FRAG-411), Badingen
  - Fla-Raketenabteilung 4121 (FRA-4121), Fürstenwalde
  - Fla-Raketenabteilung 4122 (FRA-4122), Prötzel
  - Fla-Raketenabteilung 4123 (FRA-4123), Klosterfelde
  - Fla-Raketenabteilung 4124 (FRA-4124), Beetz bei Kremmen
  - Fla-Raketenabteilung 4131 (FRA-4131), Schönermark
  - Fla-Raketenabteilung 4132 (FRA-4132), Fehrbellin
  - Fla-Raketenabteilung 4133 (FRA-4133), Zachow
  - Fla-Raketenabteilung 4134 (FRA-4134), Reichenwalde
  - Funktechnische Abteilung 4101 (FuTA-4101), Ladeburg
  - Technische Abteilung 4120 (TA-4120), Ladeburg
- 51. Fla-Raketenbrigade (51. FRBr) „Werner Lamberz“, Sprötau
  - Fla-Raketenabteilungsgruppe 511 (FRAG-511), Eckolstädt
  - Fla-Raketenabteilung 5121 (FRA-5121), Dietersdorf
  - Fla-Raketenabteilung 5122 (FRA-5122), Blankenburg
  - Fla-Raketenabteilung 5123 (FRA-5123), Seebergen
  - Fla-Raketenabteilung 5124 (FRA-5124), Remda
  - Fla-Raketenabteilung 5125 (FRA-5125), Eckolstädt
  - Technische Abteilung 5120 (TA-5120), Sprötau
- Fla-Raketenregiment 31 (FRR-31) „Jaroslaw Dombrowski“, Straßgräbchen
  - Fla-Raketenabteilung 311 (FRA-311), Groß Döbbern
  - Fla-Raketenabteilung 312 (FRA-312), Großräschen
  - Fla-Raketenabteilung 313 (FRA-313), Kroppen
  - Fla-Raketenabteilung 314 (FRA-314), Großröhrsdorf
  - Technische Abteilung 310 (TA-310), Straßgräbchen
- Funktechnisches Bataillon 31 (FuTB-31), Döbern
  - Funktechnische Kompanie 311 (FuTK-311), Döbern, heute Standort AbgTZug 354 – RRP 117, EFB 3 der Luftwaffe
  - Funktechnische Kompanie 312 (FuTK-312), Gleina, heute Standort AbgTZug 355 – RRP 117 EFB 3 der Luftwaffe
  - Funktechnische Kompanie 313 (FuTK-313), Neustadt bei Falkenstein im Vogtland
  - Funktechnische Kompanie 314 (FuTK-314), Scharfenberg-Naustadt bei Meißen
- Funktechnisches Bataillon 41 (FuTB-41) „Arvid Harnack“, Schönewalde
  - Funktechnische Kompanie 411 (FuTK-411), Schönewalde
  - Funktechnische Kompanie 412 (FuTK-412), Hinsdorf
  - Funktechnische Kompanie 413 (FuTK-413), Taubendorf bei Guben
  - Teile Funktechnische Kompanie 411 (FuTK-411/1), Dahme (Mark) bei Luckau
- Funktechnisches Bataillon 51 (FuTB-51) „Paul Schäfer“, Sprötau
  - Funktechnische Kompanie 511 (FuTK-511), Sprötau
  - Funktechnische Kompanie 512 (FuTK-512), Steinheid bei Neuhaus am Rennweg in Thüringen
  - Funktechnische Kompanie 513 (FuTK-513), Breitungen
  - Funktechnische Kompanie 514 (FuTK-514), Kreuzebra
  - Funktechnische Kompanie 515 (FuTK-515), Lehesten bei Lobenstein
- Funktechnisches Bataillon 61 (FuTB-61), Müncheberg bei Strausberg
  - Funktechnische Kompanie 611 (FuTK-611), Müncheberg
  - Funktechnische Kompanie 612 (FuTK-612), Wusterwitz
  - Funktechnische Kompanie 613 (FuTK-613), Athenstedt bei Halberstadt
  - Funktechnische Kompanie 614 (FuTK-614), Altensalzwedel bei Salzwedel
- Auswerte-, Rechen- und Informationsgruppe 31, Cottbus
- Bombenwurf- und Erdschießplatz 31, Jerischke bei Döbern
- Chemisches Pioniergerätelager 31, Cottbus
- Fla-Raketentechnisches Lager 31, Lindhardt bei Naunhof
- Fla-Raketenwerkstatt 31, Cottbus
- Fliegertechnisches Lager 31, Cottbus
- Funkmeßwerkstatt 31, Eisenhüttenstadt
- Funktechnische Ausbildungskompanie 31, Cottbus (Obj. Rennbahn)
- Funktechnische Störkompanie 31, Großräschen
- Kfz-Gerätelager 31, Weißwasser
- Kfz-Instandsetzungswerkstatt 31, Cottbus
- Kurier- und Feldpostzentrale, Cottbus
- Medizinisches Versorgungslager 31, Cottbus
- Munitionslager 31, Bronkow bei Calau
- Nachrichten- und Flugsicherungswerkstatt/Lager 14, Cottbus
- Nachrichtenbataillon 31 (NB-31) „August Willich“, Cottbus
- Sauerstoffgewinnungs- und Versorgungseinheit 31, Preschen
- Stabskompanie 31, Cottbus
- Transportkompanie 31, Cottbus
- Verbindungsfliegerkette 31, Cottbus
- Versorgungslager 31, Weißwasser
- Waffenwerkstatt 31, Weißwasser
- Zug Chemische Abwehr 31, Cottbus